# Camicia Nera (destroyer)
Le Camicia Nera (fanion « CN ») - littéralement : « chemise noire » - était un destroyer italien de la classe Soldati lancé en 1937 pour la Marine royale italienne (en italien : Regia Marina).
Le navire a pris part à la Seconde Guerre mondiale, à l'issue de laquelle il est passé dans la marine soviétique sous le nom de Lovkij.

## Conception et description
Les destroyers de la classe Soldati étaient des versions légèrement améliorées de la classe précédente Oriani. Ils avaient une longueur entre perpendiculaires de 101,6 mètres et une longueur hors tout de 106,7 mètres. Les navires avaient une largeur de 10,15 mètres  et un tirant d'eau moyen de 3,15 mètres et de 4,3 mètres à pleine charge. Les Soldatis déplaçaient 1 830-1 850 tonnes métriques à charge normale, et 2 450-2 550 tonnes métriques à pleine charge. Leur effectif en temps de guerre était de 206 officiers et marins.
Le Camicia Nera était propulsé par deux turbines à vapeur à engrenages Belluzzo/Parsons, chacune entraînant un arbre d'hélice à l'aide de la vapeur fournie par trois chaudières Yarrow. Conçus pour une puissance maximale de 48 000 chevaux-vapeur (36 000 kW) et une vitesse de 34-35 nœuds (63-65 km/h) en service, les navires de la classe Soldati ont atteint des vitesses de 39-40 nœuds (72-74 km/h) pendant leurs essais en mer au déplacement Washington. Ils embarquaient suffisamment de mazout pour avoir un rayon d'action de 2 340 nautiques (4 330 km) à une vitesse de 14 nœuds (26 km/h) et de 682 nautiques (1 263 km) à une vitesse de 34 nœuds (63 km/h).
L'artillerie principale du Camicia Nera était composée de deux tourelles doubles de 120 millimètres de calibre 50, une à l'avant et l'autre à l'arrière de la superstructure. Sur une plate-forme au milieu du navire se trouvait un canon à obus en étoile de 120 millimètres de 15 calibres. La défense antiaérienne des Soldatis était assurée par huit canons Breda modèle 1935 de 20 millimètres. Les navires étaient équipés de six tubes lance-torpilles de 533 millimètres sur deux plateformes triples au milieu du navire. Bien qu'ils ne soient pas dotés d'un système de sonar pour la lutte anti-sous-marine, ils sont équipés d'une paire de lanceurs de grenades sous-marines. Les navires pouvaient mouiller 48 mines.

## Construction et mise en service
Le Camicia Nera est construit par le chantier naval Odero-Terni-Orlando (OTO) de Livourne en Italie, et mis sur cale le 21 janvier 1937. Il est lancé le 	8 août 1937 et est achevé et mis en service le 30 juin 1938. Il est commissionné le même jour dans la Regia Marina.

## Histoire du service

### Premières années et Seconde Guerre mondiale
Immédiatement après son entrée en service, le navire prend part à deux missions pendant la guerre civile espagnole et, en mai 1939, il participe à la parade navale à Naples à l'occasion de la visite du prince Paul Karađorđević, régent du royaume de Yougoslavie.
Au début de la Seconde Guerre mondiale, il fait partie du XIe escadron de destroyers, qu'il forme avec ses navires-jumeaux (sister ships) Artigliere, Geniere ed Aviere.
Le 11 juin 1940, il est envoyé en patrouille dans le canal de Sicile avec le reste de la XIe Escadre, la XIIe Escadre de destroyers (Ascari, Lanciere, Carabiniere, Corazziere), la IIIe Division (croiseurs lourds Trento, Pola, Bolzano) et la VIIe Division (croiseurs légers Attendolo et D’Aosta).
Le 19 juin, il appareille d'Augusta avec les trois autres navires du XIe Escadron pour transporter des fournitures à Benghazi, où il arrive le lendemain.
Le 7 juillet, à 15h45, il quitte Messine avec les unités de section et la IIIe division (Trento et Bolzano), rejoignant ensuite le reste de la IIe Escadrille Navale (croiseur lourd Pola, Ire, IIe et VIIe division de croiseurs pour un total de 9 unités et les escadrilles de IXe, Xe, XIIe et XIIIe destroyer) qui, après avoir agi comme force de soutien à une opération de convoi pour la Libye, rejoint la Ire Escadrille et participe à la bataille de Punta Stilo le 9 juillet. Pendant la retraite de la flotte italienne lors de cette bataille, le XIe Escadron repère et attaque les navires britanniques à 16h15; en particulier, le Camicia Nera, à 16h20, sort de l'écran de fumée posé par le chef de tir, se rend à  800 mètres des unités ennemies et lance sans succès des torpilles avec les trois autres unités (qui lancent un total de 10 torpilles, 7 contre un cuirassé et 3 contre un croiseur),
Dans la matinée du 6 octobre, il quitte Messine avec ses navires-jumeaux ainsi que la 'IIIe division (Trento, Trieste, Bolzano) pour soutenir, avec d'autres unités, l'opération " CV " qui a vu 2 navires marchands et 4 destroyers en route vers la Libye ; tous les navires sont cependant rentrés au port après avoir aperçu des cuirassés britanniques.
Dans la nuit du 11 au 12 octobre 1940, il est envoyé pour patrouiller - sous le commandement du capitaine de frégate (capitano di fregata) Giovanni Oliva -, avec les trois unités du XIe Escadron et les torpilleurs du Ier Escadron (Alcione, Airone, Ariel) la zone à l'est de Malte, à la recherche de navires britanniques qui auraient dû se trouver dans cette zone,. Aux premières heures de la nuit du 12 octobre, les trois torpilleurs du Ier Escadron attaquent le croiseur léger HMS Ajax (22), qui fait partie d'un plus grand déploiement naval britannique qui retournait à Alexandrie après avoir escorté un convoi vers Malte. Un combat violent et confus s'ensuivit, à l'issue duquel le Airone et le Ariel sont coulés, tandis que le HMS Ajax n'est pas sérieusement endommagé,. Avant d'attaquer, à 1h37, les torpilleurs avaient lancé un signal de découverte, qui est reçu à des moments différents par les destroyers de la XIe Escadre. Le Camicia Nera , après l'avoir reçu, tourne vers le nord et, apercevant le croiseur britannique à 2h47, passe à l'attaque en tirant deux salves avec les canons, puis se retire pour éviter d'être touché (en fait, le Aviere et le Artigliere ont déjà été sérieusement endommagés),,. Vers 4 heures du matin, le Camicia Nera prend en remorque le Artigliere, immobilisé et en feu, mais à 8h10, les deux unités sont attaquées par des avions, tandis que deux croiseurs et trois destroyers britanniques sont aperçus à l'horizon. Le Camicia Nera doit quitter les câbles de remorquage et se dirige à toute vitesse vers Augusta ; tandis que le Artigliere est coulé par le tir du croiseur HMS York (90), le Camicia Nera, couvrant sa retraite au moyen d'un écran de fumée, réussit à échapper au danger aérien se dirigeant à toute vitesse vers le port sicilien, où il est arrivé indemne vers midi,.
En 1941, la pièce d'éclairage est remplacée par un cinquième canon de 120 mm.
Le 8 février 1941, il appareille de Naples et rejoint une formation partie de La Spezia et formée par les autres unités des XIIIe escadron (Granatiere, Bersagliere, Fuciliere, Alpino) et Xe escadron (Maestrale, Grecale, Libeccio, Scirocco) et les cuirassés Vittorio Veneto, Cesare et Doria pour intercepter la formation britannique dirigée vers Gênes pour bombarder cette ville. Le lendemain, l'escadron italien rejoint la IIIe division de croiseurs (Trento, Trieste, Bolzano) qui, avec les destroyers Carabiniere et Corazziere, est partie de Messine, mais il ne peut ni empêcher le bombardement, ni détecter les navires britanniques,.
Le 24 février 1941, il escorte les transports de troupes Marco Polo, Conte Rosso, Esperia et Victoria,, de Naples à Tripoli, ainsi que les destroyers Baleno, Geniere et Saetta et les torpilleurs Aldebaran et Orione. Comme escorte indirecte ont été ajoutés les croiseurs légers Diaz et Bande Nere et les destroyers Ascari et Corazziere. Le lendemain le sous-marin britannique HMS Upright (N89) torpille le Diaz, qui coule à la position géographique de 34° 33′ N, 11° 45′ E, entraînant avec lui la plupart de son équipage,,.
Du 12 au 13 mars, il escorte de Naples à Tripoli, avec les destroyers Folgore (qui, cependant, venant de Palerme, n'a été ajouté que plus tard) et Geniere, un convoi composé des transports de troupes Conte Rosso, Marco Polo et Victoria.
Le 14 avril, il quitte Naples pour escorter vers Tripoli, avec les destroyers Grecale, Geniere et Aviere et le torpilleur Pleiadi, les vapeurs Alicante, Santa Fe, Maritza et Procida. Après un arrêt à Palerme du 17 au 18 avril pour éviter l'attaque des navires anglais, le convoi continue vers le port libyen où il arrive le 20 avril,.
Le 11 mai, il escorte un convoi composé des navires marchands Preussen, Wachtfels, Ernesto, Tembien, Giulia et Col di Lana ainsi que des destroyers Dardo, Geniere, Grecale, Scirocco ed Aviere. Ppartis de Naples, les navires arrivent à Tripoli le 14.
Le 3 juin, il fait partie de l'escorte du convoi "Aquitania" : il a formé les navires marchands Aquitania, Caffaro, Nirvo, Montello, Beatrice Costa et le pétrolier Pozarica, en route Naples-Tripoli avec l'escorte, outre le Aviere, des destroyers Dardo et Geniere et du torpilleur Missori. Le 4 juin, alors que les navires se trouvaient à une vingtaine de milles des îles Kerkennah, ils sont attaqués par des avions qui ont touché le Montello, qui a explosé sans laisser de survivants, et le Beatrice Costa, qui, ayant de l'essence dans des fûts comme partie de la cargaison, a pris feu; le Camicia Nera a essayé de le sauver mais, voyant les tentatives inutiles, a fait abandonner son équipage et a accéléré son naufrage,.
Le 4 août, il appareille de Naples, escortant un convoi composé des vapeurs Nita, Aquitania, Ernesto, Nirvo et Castelverde (le reste de l'escorte est composé des destroyers Gioberti, Geniere, Oriani et Aviere et du torpilleur Calliope), auquel s'ajoute ensuite le pétrolier Pozarica. Le 6 août, le Nita est touché par des avions du 830e escadron britannique. Le Camicia Nera et le Calliope tentent de le sauver, mais le transport coule finalement à la position géographique de 35° 15′ N, 12° 17′ E : le Camicia Nera ne peut que sauver les naufragés (les autres navires du convoi atteignent leur destination le lendemain),.
Entre le 29 août et le 2 septembre, il escorte (avec les destroyers Gioberti, da Noli, Aviere, Usodimare et Pessagno) un convoi composé des transports de troupes Victoria, Neptunia et Oceania, d'abord de Naples à Tripoli, puis de Tripoli à Tarente. Les navires arrivent sains et saufs à destination, malgré une attaque du sous-marin britannique HMS Upholder (P37).
Le 23 septembre, il escorte, avec le Aviere, les destroyers Lanciere, Carabiniere, Ascari et Corazziere destinés à poser un champ de mines au sud-est de Malte..
Dans la nuit du 12 au 13 octobre, il aurait dû poser un champ de mines, avec les destroyers Vivaldi, Malocello, Pigafetta, da Verrazzano et Aviere et les croiseurs légers Eugenio di Savoia, Montecuccoli et Duca d'Aosta, mais l'opération est annulée en raison de la sortie de la Mediterranean Fleet britannique (flotte  Méditerranéenne).
À 8h10 le 21 novembre, il quitte Naples en compagnie du Aviere, du Geniere, du Corazziere et du  Carabiniere et des croiseurs Garibaldi et Duca degli Abruzzi pour servir d'escorte indirecte à deux convois vers la Libye. L'opération échoue en raison d'attaques aériennes et sous-marines (qui endommagent sérieusement le Duca degli Abruzzi et le croiseur lourd Trieste) et le Camicia Nera est détaché pour escorter le pétrolier Iridio Mantovani lors du retour à Tarente..
Le 13 décembre, à 19h40, il appareille de Tarente avec le cuirassé Doria, les croiseurs Attendolo et Duca d'Aosta et les destroyers Ascari et Aviere pour fournir une escorte indirecte à l'opération "M 41" (trois convois vers la Libye composés de 6 navires marchands, 5 destroyers et un torpilleur), qui est cependant ravagée par des attaques de sous-marins, qui coulent deux transports (le Fabio Filzi et le Carlo del Greco) et endommagent sérieusement le cuirassé Vittorio Veneto. Le Camicia Nera est détaché pour escorter le Vittorio Veneto jusqu'à Tarente, ainsi que les destroyers Vivaldi, Da Noli, Geniere, Carabiniere et Aviere et les torpilleurs Lince et Aretusa.
Le 16 décembre, avec le Ascari et le Aviere, le cuirassé Duilio et les croiseurs Duca d'Aosta, Attendolo et Montecuccoli, il assure la couverture rapprochée d'une opération de convoi pour la Libye, le " M 42 " (qui voit l'emploi de 4 transports avec 14 770 tonnes de fournitures et 212 soldats, 7 destroyers et un torpilleur), conclue avec succès,.
A 18h50 du 3 janvier 1942, le Camicia Nera part de Tarente avec les destroyers Carabiniere, Alpino, Ascari, Pigafetta, Geniere, da Noli et Aviere, les croiseurs lourds Trento et Gorizia et les cuirassés Littorio, Cesare et Doria pour escorter indirectement l'opération "M 43" (trois convois vers la Libye avec en mer 6 marchands, 6 destroyers et 5 torpilleurs). Tous les marchands sont arrivés à destination le 5 janvier et à 17 de ce jour le groupe "Littorio", Camicia Nera inclus, retourne à Tarente.
Le 22 janvier, il fait partie - avec les destroyers Vivaldi, Malocello, Da Noli, Geniere et Aviere et les torpilleurs Orsa et Castore - de l'escorte directe de l'opération "T. 18" (convoi formé par le transport de troupes Victoria - parti de Tarente - et par les cargos Ravello, Monviso, Monginevro et Vettor Pisani - partis de Messine -, avec un total de 15 000 tonnes de matériel, 97 chars, 271 véhicules et 1 467 hommes). Le 23, pendant la navigation, le Victoria est immobilisé par une attaque de 3 bombardiers-torpilleurs. Le Aviere et le Camicia Nera s'arrêtent pour lui porter secours, mais une seconde attaque portée par 4 avions donne le coup de grâce au navire marchand et le Camicia Nera ne participe qu'aux opérations de sauvetage des naufragés (1 064 des 1 455 hommes à bord sont sauvés),.
Le 21 février à 16h00, il quitte Tarente avec les destroyers Ascari, Geniere et Aviere et le cuirassé Duilio et fournit une escorte indirecte à l'opération "K 7" (deux convois avec 5 cargos, un pétrolier, 10 destroyers et 2 torpilleurs tous dirigés vers Tripoli).
Le Camicia Nera prend part à la bataille de la mi-juin (12-16 juin 1942) en escortant la force navale dirigée pour intercepter le convoi britannique "Vigorous" (qui n'a pas été atteint mais a dû de toute façon renoncer à atteindre sa destination, Malte). Au cours de cette bataille, il participe aux opérations de sauvetage du croiseur lourd Trento, immobilisé par un torpille aérienne et achevé par le sous-marin britannique HMS Umbra (P35).
Il participe également à la bataille de la mi-août (11-13 août 1942).
En 1942, il embarque deux mitrailleuses de 20/65 mm et, plus tard, un échogoniomètre.
Le 4 octobre, il rejoint, avec les destroyers Saetta et Pigafetta, l'escorte (qui comprenait déjà les destroyers Folgore et Zeno et le torpilleur Antares) du navire à moteur Sestriere, qui quitte Brindisi pour Benghazi avec une importante cargaison (3 030 t de carburant, 70 t de munitions, 28 chars, 144 véhicules, 1 060 t d'autres matériels). Dans la matinée du 6 octobre, le Camicia Nera et le Zeno se dirigent vers Navarino en laissant le convoi qui, cependant, malgré les attaques continues des bombardiers américains, arrive sain et sauf au port le 7 octobre à 11h30.
Le 17 octobre de la même année, le Camicia Nera appareille de Corfou en escortant, avec le Aviere et le Geniere, le navire à moteur Ankara. Le convoi rejoint celui formé par le navire à moteur Monginevro escorté par les torpilleurs Orsa et Aretusa (en provenance de Brindisi), puis est renforcé par le destroyer Alpino, et se sépare à nouveau vers la fin de la navigation. Alors que les autres navires se dirigent vers Tobrouk, les Aviere, Monginevro, Geniere et Camicia Nera atteignent Benghazi.
En novembre, il escorte le navire à moteur moderne Foscolo à Souda et Benghazi.
À minuit le 2 décembre, il appareille de Palerme sous le commandement du capitaine de frégate (capitano di fregata) Adriano Foscari pour escorter jusqu'à Palerme, avec les destroyers Da Recco et Folgore et les torpilleurs Procione et Clio, le convoi " H " (transports de troupes Aventino et Puccini, le transport militaire allemand KT 1, le ferry Aspromonte, avec à bord un total de 1 766 soldats, 698 tonnes de matériel, principalement des munitions, 32 véhicules, 4 chars, 12 pièces d'artillerie). Grâce à l'organisation Ultra, la Royal Navy apprend l'existence du convoi et envoie contre lui la Force Q (croiseurs légers HMS Aurora, HMS Sirius et HMS Argonaut, destroyers HMS Quentin e HMAS Quiberon). À 00h37, les navires britanniques interceptent le convoi " H " et l'attaquent près du banc de Skerki (côte tunisienne). Dans la violente bataille, qui dure une heure, tous les transports sont coulés (sauf le Puccini, irrémédiablement endommagé et abandonné à la dérive) et le Folgore et les Da Recco et Procione sont sérieusement endommagés. Le Camicia Nera, qui protégeait son côté droit, a rapidement suivi l'ordre de contre-attaque donné par le chef de l'escorte (le capitaine de vaisseau (capitano di vascello) Aldo Cocchia du Da Recco). Il ouvre le feu avec ses canons de 120 mm, s'approche à 2 000 mètres des unités britanniques et, à 00h43, il tire trois torpilles à bâbord, manquant la cible alors qu'il tournait à tribord. Le navire a ensuite changé de cap mais, pris sous le feu de la Force Q, il revient vers elle en tirant trois autres torpilles, également sans succès, avant de faire demi-tour. À 1h07, alors qu'il tente de se déplacer pour attaquer à nouveau, le Camicia Nera est encadré par de nombreux coups de feu qui tombent tout autour du navire, et, après une nouvelle tentative d'avancée, contrecarrée par les tirs de l'artillerie britannique, il doit se replier pour éviter d'être détruit à 1h14. À la fin de la bataille, le Camicia Nera est la première, avec le Clio, à porter secours - récupérant 158 survivants - et, dans l'après-midi du 2 décembre, il coule le Puccini qui, immobilisé et en flammes, ne peut être sauvé. Il revient à Trapani à 22h00 du même jour. Pour sa défense acharnée du convoi, le commandant Foscari reçoit la médaille d'or de la valeur militaire,.
Le 16 décembre 1942, il appareille de Naples pour escorter le navire à moteur allemand Ankara,, à Bizerte, avec son navire-jumeau Aviere. Le 17 décembre à 11h15, à une quarantaine de milles au nord de Bizerte, le sous-marin britannique HMS Splendid (P228) torpille le Aviere, qui explose et coule brisé en deux à la position géographique de 38° 00′ N, 10° 05′ E,,. Aucun des survivants n'est récupéré par le Camicia Nera ou par le Ankara, qui ont filé (de l'équipage du Aviere, seuls 30 hommes ont survécu à la fin sur un équipage de 230),,.

### Artigliere
Le 30 juillet 1943, après la chute du fascisme, il est rebaptisé Artigliere , en l'honneur de son navire-jumeau coulée lors de la bataille du Cap Passero.
Dès la proclamation de l'armistice du 8 septembre 1943 (armistice de Cassibile), le navire appareille de La Spezia avec le reste de l'escadre navale (cuirassés Italia, Vittorio Veneto et Roma, croiseurs légers Giuseppe Garibaldi, Attilio Regolo, Duca degli Abruzzi, Eugenio di Savoia, Duca d’Aosta, Montecuccoli, destroyers Velite, Fuciliere, Mitragliere, Carabiniere, Legionario, Grecale, Oriani) se rend aux Alliés à Malte, où il arrive le 11 septembre, amarré à Marsaxlokk,,. Le 12 septembre, il est ravitaillé à La Valette et le 14 septembre, il quitte l'île avec une partie de l'escadre (Italia, Vittorio Veneto, Eugenio di Savoia, Duca d'Aosta, Montecuccoli, Cadorna, Da Recco, Velite, Grecale) et se rend à Alexandrie, où il arrive le 16,.
De juin 1940 à septembre 1943, le Camicia Nera a effectué 180 missions. Pendant la cobelligérance avec les Alliés, il a effectué 122 autres missions, transportant également des troupes et du matériel.

### Commandement
Commandants
- Capitaine de frégate (Capitano di fregata) Paolo Mengarini (né à Rome le 1er mars 1899) : 1939-1940
- Capitaine de frégate (Capitano di fregata) Giovanni Oliva (né à Biella le 14 septembre 1899) : 10 juin 1940 - avril 1941
- Capitaine de frégate (Capitano di fregata) Silvio Garino (né à Cairo Montenotte le 14 juillet 1901) : avril 1941 - 6 janvier 1942
- Capitaine de frégate (Capitano di fregata) Adriano Foscari (né à Venise, le 10 juin 1904) : 7 janvier 1942 - 21 février 1943
- Capitaine de frégate (Capitano di fregata) Mario Tabucchi (né à Pise le 1er novembre 1902) : 22 février - décembre 1943

### Transfert vers l'Union soviétique
À la fin du conflit, selon les clauses du traité de paix, le navire est cédé en 1949, à titre de réparation des dommages de guerre, à l'Union soviétique,.
La livraison des navires aux Soviétiques devait se faire en trois étapes, de décembre 1948 à juin suivant. Les unités principales étaient celles du premier et du deuxième groupe. Le Artigliere fait partie du premier groupe avec le cuirassé Cesare. Pour tous les navires, la livraison aurait eu lieu dans le port d'Odessa. Le transfert devait se faire avec des équipages civils italiens sous le contrôle de représentants soviétiques et avec des navires battant pavillon de la marine marchande, les autorités gouvernementales italiennes étant responsables des navires jusqu'à leur arrivée dans les ports où la livraison était prévue. Pour prévenir d'éventuels sabotages, les navires des deux premiers groupes seraient amenés aux ports de destination sans munitions à bord, qui seraient ensuite transportées à destination par des cargos normaux.
Le Artigliere est transféré à Augusta où il est transféré le 15 décembre 1948 avec les unités appartenant au premier groupe. Le navire est la première unité à être livrée aux Soviétiques et, avec les initiales Z 12, il atteint Odessa le 21 janvier avec un équipage de marine marchande, devenant partie intégrante de la marine soviétique le 23 janvier, lorsque le drapeau de la marine soviétique est hissé pour la première fois à bord de l'unité.
Le navire a changé de nom à plusieurs reprises. Initialement rebaptisé Neulovimyi puis Bezposhtchadnyi, il reçoit le nom définitif de Lovkij (russe:Ловкий) après le transfert.
Le navire, sous le commandement duquel est désigné le capitaine de 2e rang Ivan Mirošničenko, est encadré dans la flotte de la mer Noire.
Le 30 décembre 1954, le navire est dépouillé de son armement et classé comme navire cible avec la désignation CL 61.
En octobre 1955, le navire est transformé en unité de télécommunications et de contrôle aérien et est nommé KWN-II. À partir de mars 1958, il est utilisé comme navire d'entraînement statique et affecté à la 78e brigade d'entraînement, pour être désarmé en février 1960.
Il est ensuite mis au rebut.